# Sarah Briguet
 (mai 2022).
Si vous disposez d'ouvrages ou d'articles de référence ou si vous connaissez des sites web de qualité traitant du thème abordé ici, merci de compléter l'article en donnant les références utiles à sa vérifiabilité et en les liant à la section « Notes et références ».
Sarah Briguet, originaire de Lens en Valais, a été miss Suisse en 1994. Elle a également été présentatrice à la télévision romande et est autrice du livre auto-édité Miss à mort qui raconte son histoire et l'inceste qu'elle a subi enfant.

## Biographie
Née le 30 novembre 1970, Sarah Briguet a grandi à Sierre. Alors qu'elle se destine plutôt à une carrière de chanteuse, l'une de ses amies lui suggère de s'inscrire au concours de Miss Suisse Romande en 1994. Elle remporte ce dernier et décroche du même coup une participation au concours de Miss Suisse 1994/1995. 
En 1996, Sarah Briguet fait ainsi sa première apparition à la télévision suisse romande en tant que speakerine. Rapidement, elle se voit proposer la présentation de diverses émissions (Miss Suisse Romande, Merci on vous écrira, etc.). Parallèlement, elle se lance avec succès dans l'animation d'évènements (Paléo, Salon International de l'Auto, etc.).
En  2003, elle revient dans son Valais d'origine où elle officie en tant qu'animatrice radio pour Rhône FM.
Elle enregistre également de nombreuses voix-off, notamment pour des publicités et des documentaires.
En 2006, elle donne naissance à un fils et se retire quelques années de la vie publique.
Dès 2011, elle reprend ses activités avec des animations et des présentations pour de grandes entreprises.
En septembre 2021 elle publie Miss à mort qui raconte son histoire et l'inceste qu'elle a subi de 5 à 13 ans.